# Libertarismo (metafísica)

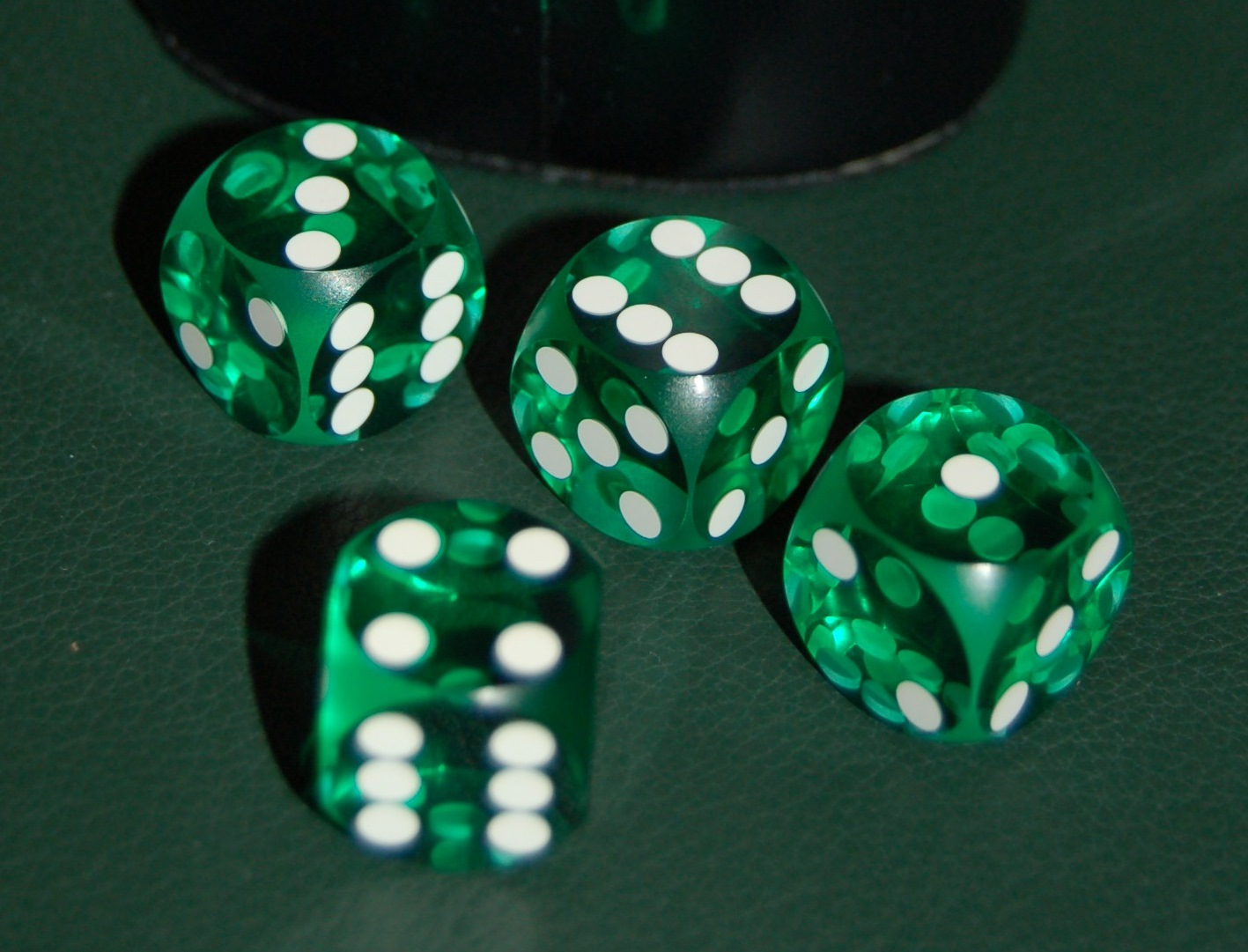
La imagen de los dados representa el elemento de incertidumbre y aleatoriedad que el libertarismo (en metafísica) explora al cuestionar el determinismo. Así como el resultado de una tirada de dados no está predeterminado, los libertarios argumentan que las decisiones humanas no están completamente determinadas por causas previas, sino que pueden estar sujetas a posibilidades abiertas, permitiendo así el libre albedrío. Los dados simbolizan, por tanto, la noción de que nuestras elecciones no son el resultado de una cadena causal fija, sino que reflejan una gama de probabilidades y libertad genuina.

En  discusiones  filosóficas alrededor del libre albedrío y el determinismo, libertarismo se emplea generalmente afirmando las siguientes proposiciones:
1. El libre albedrío es incompatible con el determinismo;
2. Los seres humanos poseen libre albedrío o voluntad libre, y
3. El determinismo es falso.

Los libertarios adhieren a la filosofía del incompatibilismo que indica que una acción no puede ser libre y predeterminada físicamente al mismo tiempo. Las acciones libres son aquellas que habrían podido ser diferentes. Tradicionalmente, esto ha significado que no hay una cadena causal que haga necesaria la acción antes que el agente la elija libremente; el agente es un autor de cadenas causales.  
La posición metafísica alternativa postula que, aunque el universo es indeterminista, la opción de un agente es, sin embargo, causada por acontecimientos anteriores, pero esos acontecimientos asignan solamente ciertas probabilidades a su opción definitiva (por ejemplo, una posibilidad del 30% de que el agente elija el factor A, una posibilidad del 70% que no lo haga).
La principal objeción contra el libertarismo es que sigue siendo un misterio por qué un agente sigue la iniciativa que él tomó —cualquier explicación de la iniciativa (más allá de la probabilística)  parecería ser determinista. Sin embargo, según David Hume, si una opción no se determina entonces es simplemente un acontecimiento al azar, que es problemático puesto que tal opción carecería de propósito. Las tentativas de tratar de explicar esto tienden hacia el dualismo, en el cual los acontecimientos mentales, tales como las opciones, son independientes de las causas físicas.
Aunque las interpretaciones filosóficas dominantes de la mecánica cuántica llevan a pensar que el determinismo puede ser falso, Roy C. Weatherford (en el Oxford Companion to Philosophy) coincide con Hume:

El comportamiento al azar de átomos por sí mismo no valida la libertad y la responsabilidad moral afirmadas por los libertarios.

Aunque no es sostenido por la mayoría de filósofos contemporáneos, el libertarismo todavía es discutido extensamente y es ávidamente defendido por filósofos como Peter van Inwagen, Robert Nozick, Robert Kane, Timothy O'Connor y Laura Ekstrom. Sigue siendo popular entre los no-académicos y es endosado por algunas religiones.